# Roman (Eure)
Roman is een plaats en voormalige gemeente in het Franse departement Eure (regio Normandië) en telt 248 inwoners (1999). De oppervlakte bedraagt 15,2 km², de bevolkingsdichtheid is 16 inwoners per km². Roman is op 1 januari 2019 gefuseerd met de gemeenten Buis-sur-Damville en Grandvilliers tot de gemeente Mesnils-sur-Iton. 

## Demografie
Onderstaande figuur toont het verloop van het inwonertal (bron: INSEE-tellingen).